# شركة قطر للتوزيع
شركة قطر للتوزيع (بالإنجليزية: Qatar Distribution Company)‏ (اختصاراً: QDC) هي مؤسسة احتكار الكحول في دولة قطر. وهي تابعة للخطوط الجوية القطرية.

## المنتجات

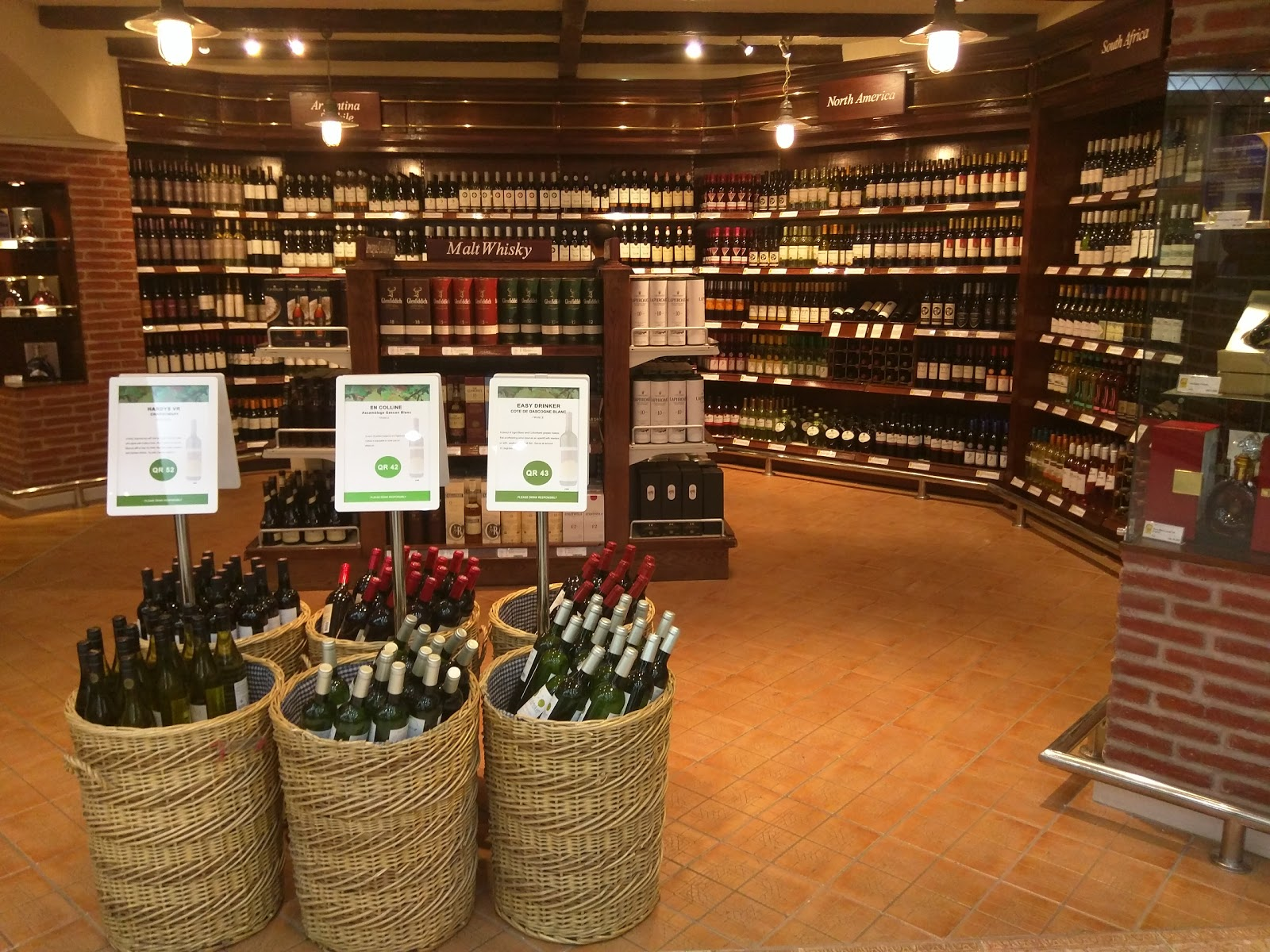
صورة داخلية لفرغ شركة قطر للتوزيع في أم الجفيرات

تختص الشركة ببيع وتجارة المشروبات الكحولية بالتجزئة، وكذلك بيع وتجارة لحوم الخنزير.

## التسوق والتسجيل
تشترط سياسة الشركة الحصول على ترخيص للتمكن من التسوق منها، وتنص شروطها على أن يكون المتقدم:
- مواطناً من خارج دول مجلس التعاون الخليجي، ويحمل تصريح إقامة قطري ساري المفعول.
- يتجاوز عمره 21 سنة.
- يتقاضى راتبًا أساسيًا باستثناء جميع البدلات وأن لا يقل عن 4000 ريال قطري شهريًا.
- في ظل ظروف خاصة، قد يتقدم بعض المتقدمين من غير حاملي بطاقة الهوية القطرية / أو تصريح الإقامة القطري، والذين يحملون تأشيرات دخول متعدد.
- يمكن للمتقدمين الذين يعملون في قطر بتأشيرة دخول متعددة أو أي نوع آخر من تأشيرة العمل التقدم إذا كانوا:
  - مقيم في قطر لمدة لا تقل عن 3 أشهر.
  - الإقامة في مسكن خاص أثناء إقامتك في قطر. المتقدمون الذين يعيشون في الفنادق غير مؤهلين.
  - دعماً للتطبيق، يتم تأكيد التفاصيل المذكورة أعلاه كتابةً من قبل صاحب العمل أو الرعاة مقرها في قطر..